# Druckerei Hélio-Vaugirard

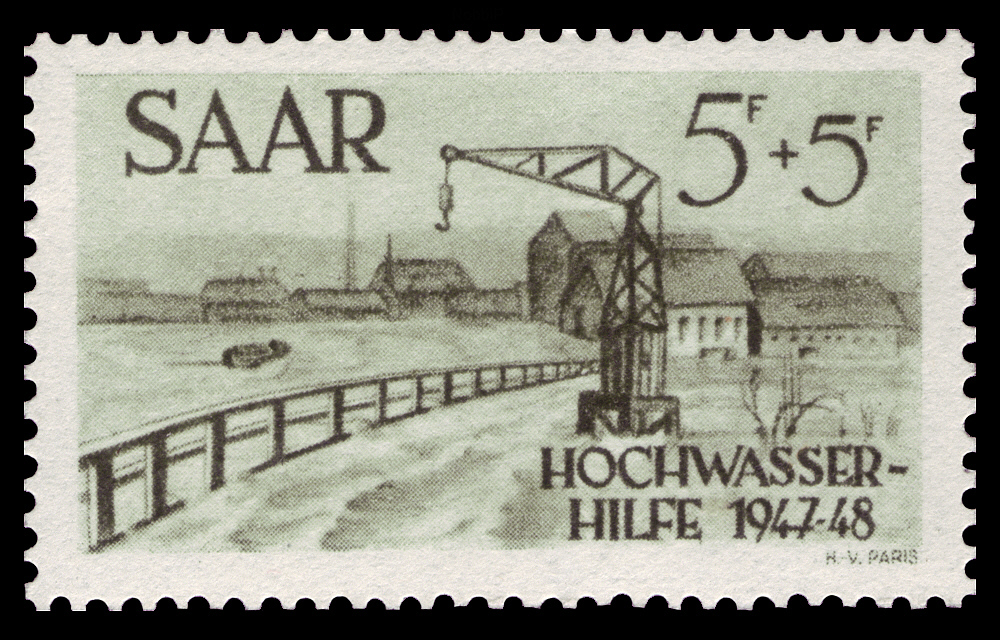
Druckerzeugnis der Druckerei Hélio-Vaugirard

Die Druckerei Hélio-Vaugirard S. A., französisch Imprimerie de Hélio-Vaugirard S. A., war im 15. Arrondissement in Paris ansässig und hat mit ihren Druckerzeugnissen im Tiefdruckverfahren für die Philatelie bedeutende Werke geschaffen. Unter vielen anderen hat diese Werkstatt 1929 die erste französische Briefmarke in dieser Drucktechnik hergestellt. Die Bezeichnung Vaugirard geht auf die Gemarkungsbezeichnung zurück, die 1860 in das 15. Pariser Arrondissement aufging und der Rue de Vaugirard, mit über vier Kilometern die längste innerstädtische Straße in Paris, ihren Namen gab.

## Geschichte
Der Name der Gesellschaft deutet auf die zu der Zeit neu aufkommende Drucktechnik hin: Mit der Erfindung der Heliogravüre Ende des 19. Jahrhunderts wurden Firmen wie John Wood in England 1901 und 1903 Bruckmann in München Wegbereiter dieser Technik. Wenig später hat sich das Unternehmen auf diese Technik spezialisiert. Optimierungen der Papierqualität sorgten weiterhin für ein verbessertes Druckerzeugnis. Die am 30. Juni 1897 gegründete Aktiengesellschaft hatte ihren Firmensitz 152, Rue de Vaugirard Ecke 12, Impasse Ronsin. Das heutige Gebäude besitzt Atelierräume in zwei Etagen und wurde im Dezember 1934 fertiggestellt. Ein Architekt ist nicht bekannt.
Am Rand der Druckerzeugnisse waren Angaben über die Druckerei zu lesen. Diese waren H.-V. Paris, H.V. Paris, H.V.Paris, Hélio Vaugirard Paris, Hélio-Vaugirard, Paris oder Imp.de Vaugirard.
Seit 1913 wurden Briefmarken im Halbtonraster-Verfahren hergestellt, zuerst bei Bred’amour Sinhart & Co. und gleichzeitig auch beim Bruckmann Verlag, beide in München ansässig. In den Jahren 1917 bis 1951 hat Hélio-Vaugirard für verschiedene Postverwaltungen, vor allem für französisch-besetzte Gebiete, verschiedene Briefmarkenserien gedruckt, darunter auch für das Saarprotektorat, aber auch für Marokko, Syrien, Libanon, Madagaskar, Vietnam und andere.